# Drudkh
Drudkh (från ordet dru som betyder "trä" på sanskrit) är ett  black metal-band från Ukraina. Det bildades 2002 av Roman Saenko (från bland annat Hate Forest) och Jurij Sinitskij (från bland annat Definition Sane).
Bandets texter är influerade av slavisk mytologi och poesi och deras musik har ofta inslag av folkmusik. Bandet har kontrakt med skivbolaget Supernal Music, vilka har givit ut alla gruppens album. Albumet Songs of Grief and Solitude bestod helt och hållet av akustisk folkmusik, vilket gör att det skiljer sig från övriga alster.
Drudkh har aldrig gjort en konsert, intervjuer eller givit ut några bilder på bandet. De har heller aldrig haft någon egen webbplats, men år 2009 startade deras skivbolag Season of Mist en Myspace-sida åt gruppen. Den drivs dock av skivbolaget, inte av gruppen. Att så lite var känt om dem ledde till att rykten uppstod om att de skulle vara ett NSBM-band, något som dock dementeras på Myspace-sidan.

## Medlemmar
Nuvarande medlemmar
- Roman Saenko (Roman Sajenko / Роман Саєнко) – gitarr, basgitarr (2002– )
- Thurios (Roman Blagih / Роман Благих) – sång, keyboard (2002– )
- Krechet – basgitarr, keyboard (2006– )
- Vlad (Vladislav Petrov / Владислав Петров) – trummor, keyboard (2006– )

Tidigare medlemmar
- Amorth (Nikolaj Sostin / Николай Состин) – trummor, keyboard (2004–2006)

## Diskografi
Studioalbum
- 2003 – Forgotten Legends
- 2004 – Autumn Aurora
- 2005 – Лебединий шлях (The Swan Road)
- 2006 – Кров у наших криницях (Blood in Our Wells)
- 2006 – Пісні скорботи і самітності (Songs of Grief and Solitude)
- 2007 – Відчуженість (Estrangement)
- 2009 – Microcosmos
- 2010 – Пригорща зірок (Handful of Stars)
- 2012 – Вічний оберт колеса (Eternal Turn of the Wheel)
- 2015 – Борозна обірвалася (A Furrow Cut Short)
- 2018 – Їм часто сниться капіж (They Often See Dreams About the Spring)

EP
- 2007 – Anti-Urban
- 2010 – Slavonic Chronicles

Samlingsalbum
- 2007 – Wooden Box (4 x 12" vinyl box)
- 2014 – Eastern Frontier in Flames
- 2019 – Кілька рядків архаїчною українською (A Few Lines in Archaic Ukrainian)

Annat
- 2014 – Thousands of Moons Ago / The Gates (delad 12" vinyl: Drudkh / Winterfylleth)
- 2016 – Той, хто говорить з імлою (One Who Talks with the Fog) / Pyre Era, Black! (delad CD: Hades Almighty / Drudkh)
- 2016 – Зраджені сонцем (Betrayed by the Sun) / Hägringar (Mirages) (delad 12" vinyl: Drudkh / Grift)
- 2017 – Десь блукає журба (Somewhere Sadness Wanders) / Schnee (IV) (delad 12" vinyl: Drudkh / Paysage d'Hiver)